# Maria Theresa

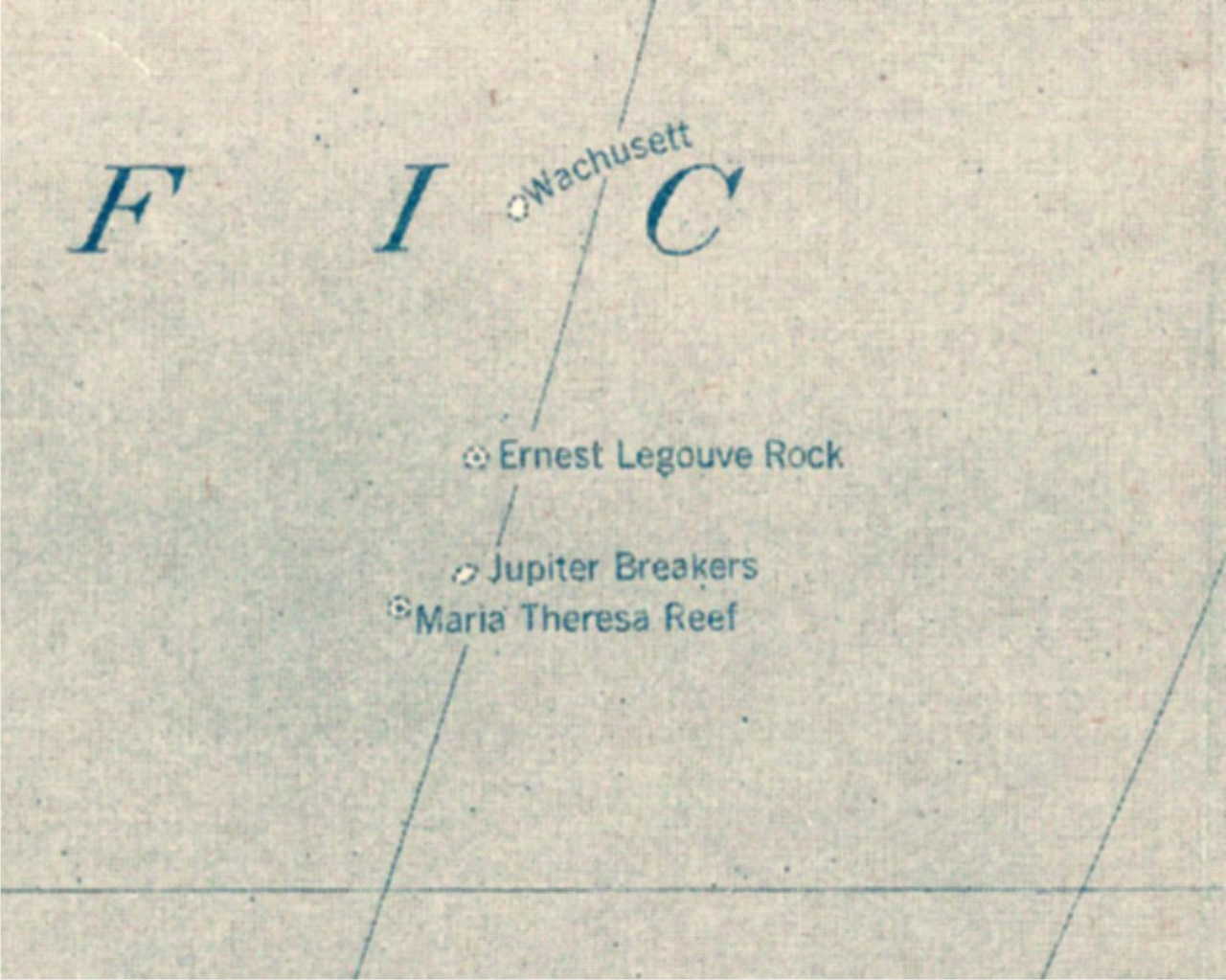
Rafy Maria Theresa, Ernest Legouve, Jupiter i Wachusett na mapie z 1921 roku

Maria Theresa – domniemana rafa koralowa na południowym Pacyfiku, na południe od archipelagu Tuamotu (Polinezja Francuska) i na wschód od Nowej Zelandii. Na francuskich mapach oznaczana też jako Tabor. Prawdopodobnie jest „widmową” wyspą.
Inne rafy bądź wysepki, których istnienie nie znajduje potwierdzenia, to rafa Ernest Legouvé, Jupiter Reef, Wachusett Reef i Rangitiki Reef. Nawet w XXI w., niektóre wydawnictwa kartograficzne nadal przedstawiają te wyspy na swych mapach (np. rafy Maria-Theresa i Ernest Legouve zaznaczone są w Atlasie Encyklopedycznym PWN i na nowozelandzkich mapach nawigacyjnych ).

## Historia
Odkrycie rafy Maria Theresa zgłosił 16 listopada 1843 roku kapitan statku Maria-Theresa Asaph P. Taber, wielorybnik, określając jej współrzędne geograficzne: 37°00′S 151°13′W/-37,000000 -151,216667. Próbowano ją odszukać bez powodzenia w 1957 roku.
W 1983 roku określono jej nowe współrzędne, ponad 1000 km na wschód: 36°50′S 136°39′W/-36,833333 -136,650000, lecz i tym razem poszukiwania zakończyły się niepowodzeniem. Wcześniej, w roku 1966 opublikowano zdjęcia autorstwa Dona Millera, rzekomo przedstawiające wyspę Tabor (w amatorskim piśmie „CQ”). Udowodniono jednakże, że była to mistyfikacja. Nowozelandzki statek Tui przeszukiwał intensywnie ten region w 1970 roku, okazało się, że głębokość oceanu wynosi tam przeciętnie 5000 m. 

## W literaturze
Wyspa Tabor, oraz leżąca w niewielkiej odległości Wyspa Lincolna, były miejscem akcji dwóch powieści Juliusza Verne’a: Dzieci kapitana Granta oraz Tajemnicza wyspa. Druga z tych wysp jest wytworem wyobraźni pisarza.